# مهرجان كان السينمائي 1964
مهرجان كان السينمائي لعام 1964 هو الدورة الـ17 للمهرجان عُقد في 29 أبريل إلى 14مايو من عام 1964، حصل فيلم «مظلات شربورغ» للمخرج الفرنسي جاك ديمي على السعفة الذهبية للمهرجان.